# Göller
Der Göller ist ein 1766 m ü. A. hoher, wuchtiger Berg der Mürzsteger Alpen in Niederösterreich.

## Lage
Der kahle, relativ gleichmäßig geformte Hauptdolomit-Gipfel des Göllers gehört zum Gebiet der etwa 9 km nordöstlich gelegenen niederösterreichischen Marktgemeinde St. Aegyd am Neuwalde. 13 km westlich des Berges befindet sich der bekannte Wallfahrtsort Mariazell.
Über den Lahnsattel (1015 m) südlich sowie das Kernhofer Gscheid (970 m) gleich nördlich des Bergstocks führen zwei wichtige Straßenverbindungen zwischen den Gebirgstälern Niederösterreichs und der Steiermark.
Der Göller gilt als Zwillingsberg des etwa 6 km weiter östlich gelegenen Gippel-Massivs (1669 m), von dem ihn der 1270 m hohe Waldhüttsattel trennt. Zusammen mit dem Obersberg bei Schwarzau bilden sie den Göller-Gippel-Zug.
Orografisch entwässert das Bergmassiv zu den Flüssen Salza (Westflanke), Unrechttraisen (Nordseite) und Mürz (Südseite). Somit bildet der Göller den Wasserscheidepunkt zwischen Enns, Traisen und Mur. Erstere gehen nördlich der Alpen zur Donau, letztere über die Drau in Kroatien. Damit gehört der Berg zum Alpenhauptkamm.

## Wege  und Hütten
Am Osthang des Göller liegt die Göllerhütte (auch Göllerhaus) der Sektion St. Pölten der Naturfreunde Österreich. Über den Gipfel führen mit dem Traisentaler Rundwanderweg 655 und dem Waldmarkweg 622 zwei regionale Weitwanderwege.
Anstiege:
- Der meistbegangene Aufstieg auf den Göller beginnt am Kernhofer Gscheid und führt am Gsenger vorbei von Norden auf das ausgedehnte Gipfelplateau. Gehzeit etwa 2½ Stunden.[4]
- Von Donaudörfl östlich des Lahnsattels auf einer Forststraße in den Waldhüttsattel, weiter über die bewirtschaftete Göllerhütte der Naturfreunde (1440 m) und am Kleinen Göller vorbei von Osten zum Gipfel. Gehzeit etwa 3 Stunden.
- Von Kernhof auf steilem Weg zum Waldhüttsattel, weiter wie oben beschrieben. Gehzeit etwa 3½ Stunden.

Ein Weg ist auch die Überschreitung Göller – Waldhüttsattel – Gippel. Geübte Bergsteiger können beide Gipfel an einem Tag ersteigen. Die Kammwanderung zwischen ihnen ist landschaftlich reizvoll, sie bietet weite Ausblicke in die nördlichen Voralpen, das Alpenvorland und bis in die Böhmische Masse, und südlich in die obersteirischen Kalk- und Schieferalpen und die Wiener Hausberge östlich. Noch ausgedehnter ist die Fortsetzung Gippelmauer – Mistelbacher Höhe – Obersberg – Schwarzau im Gebirge, eine sehr lange Höhentour.
Der Göller ist einer der prominentesten Skiberge in Niederösterreich. Ab 1935 bis mindestens 1979 wurde das Göllerrennen als Riesentorlauf im Wurzengraben veranstaltet. An der nordöstlichen Flanke befanden sich bis 2022 die Göllerlifte mit dem längsten Schlepplift Niederösterreichs.